# Прочида (остров)
Про́чида (итал. Procida) — остров в Тирренском море (часть Средиземного моря), входит в состав итальянской провинции Неаполь в регионе Кампания южной Италии. Является одним из трёх главных островов в Неаполитанском заливе, наряду с Капри и Искья.

## Этимология названия
Остров получил название от имени легендарной троянки Прохиты, которая была одной из спутниц Энея. Во время пребывания троянцев у Кумской сивиллы — Прохита умерла. Жрица запретила хоронить троянку в Италии. Поэтому её похоронили на одном из Флегринских островов, который стал носить её имя.

## География

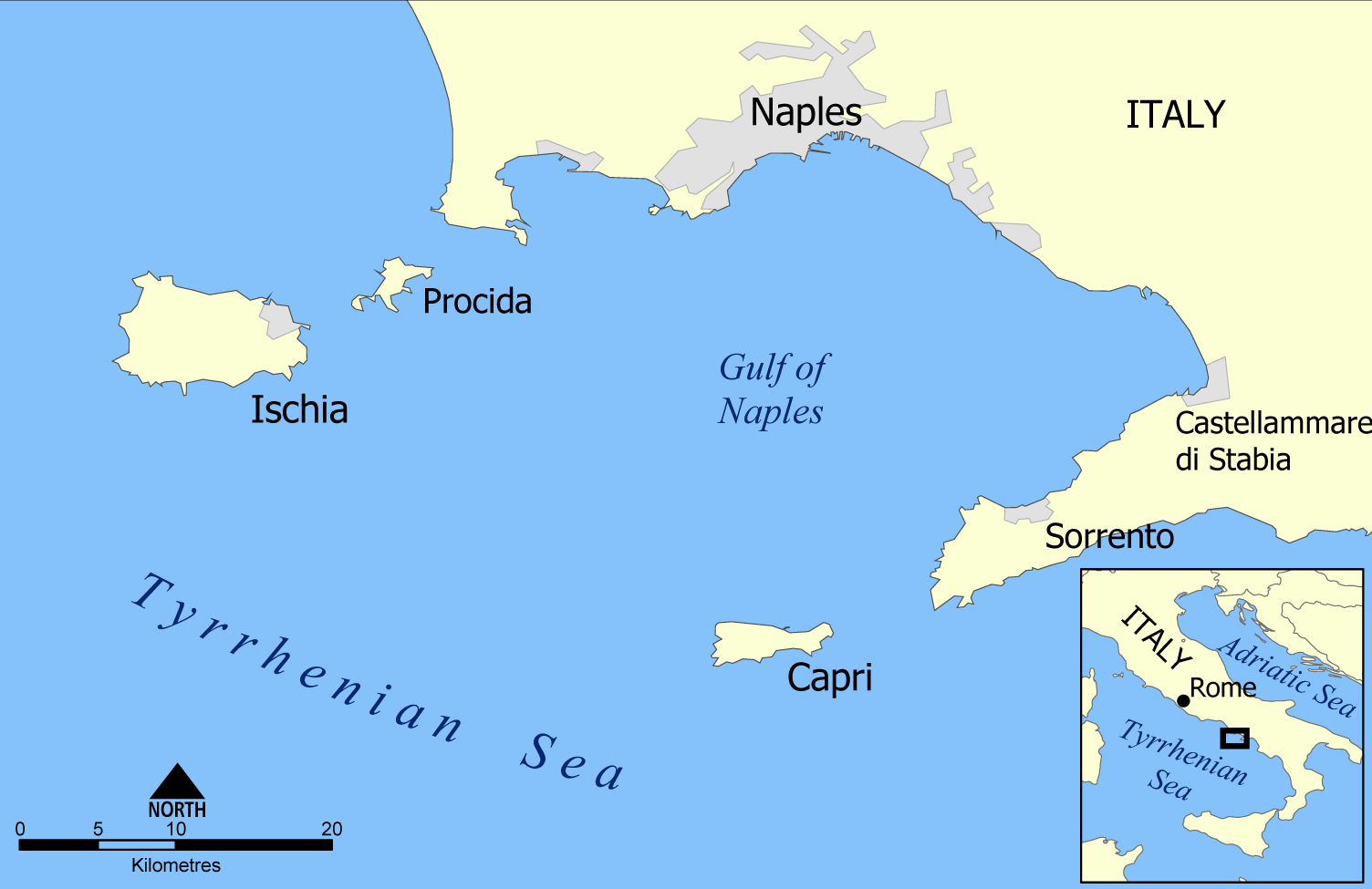
Прочида в Тирренском море

Остров находится в Флегринском архипелаге, в который также входят острова Искья, Вивара и Низида. Имеет вулканическое происхождение.
Длина острова — 16 км. Самая высокая точка — холм Terra Murata имеет высоту 91 метр. Площадь — 4,1 км².

## История
Остров был населён в Микенский период. В VIII веке здесь поселились древние греки. Во времена Римской империи на острове был курорт для патрициев.

## Население
Население — 10 627 человек (2009). На острове расположен одноимённый город.